# أياد خشنة (فلم)
أياد خشنة هو فيلم دراما مغربي صدر سنة 2011، من كتابة وإخراج محمد عسلي، ومن بطولة محمد البسطاوي، وهدى الريحاني، وعبد الصمد مفتاح الخير، وأمينة رشيد، وعائشة ماه ماه. تدور أحداث الفيلم حول مصطفى وهو مصفف شعر يعمل مع الشخصيات المرموقة، ويدير تجارة تزوير سرية، فيتورط مع إحدى زبوناته، وهي زكية التي تطلب مساعدته للهجرة إلى إسبانيا.

## القصة
تدور أحداث الفيلم في مدينة الدار البيضاء حيث «زكية» إحدى المعلمات التي تعمل في إحدى المدارس الخاصة في المدينة والتي ترتبط بالخطوبة مع شاب تركها وهاجر للعمل في إسبانيا. تحاول هي بشتى الطرق اللحاق به، فتلجأ إلى «مصطفى» لكي يجد لها حلا عن طريق تزويدها بشهادة زواج مصادق عليها. أما «مصطفى» فهو جارها الحلاق الذي يتنقل بين قصور الأثرياء والمسؤولين من أجل تصفيف شعرهم محاولًا من خلال عمله توطيد علاقاته بالطبقات العليا عسى أن يساهم في حل مشاكل الطبقات الدنيا في المجتمع.

## طاقم التمثيل
- محمد البسطاوي بدور مصطفى
- هدى الريحاني بدور زكية
- عبد الصمد مفتاح الخير بدور سعيد
- أمينة رشيد
- عائشة ماه ماه

## روابط خارجية
- مقالات تستعمل روابط فنية بلا صلة مع ويكي بيانات